# ميريام فيرير
ميريام فيرير هي عداءة سريعة كوبية، ولدت في 18 يونيو 1963 في هافانا في كوبا.

## وصلات خارجية
- ميريام فيرير على موقع الاتحاد الدولي لألعاب القوى (الإنجليزية)